# Hug III del Maine
Hug III del Maine (c. 960 - † c. 1015) fou comte del Maine després de la mort del seu pare Hug II.

## Vida
Era fill d'Hug II del Maine i va succeir el seu pare al comtat. Va fer construir la fortalesa de Sablé, però el 1015 va acabar essent sostingut pels vescomtes del Maine. Fou defensor de Ricard II de Normandia. Aliat amb Eudes de Blois, va combatre contra els reis Hug I i Robert II de França, però es va veure obligat a reconèixer els comtes d'Anjou com el seu sobirà. Durant el setge de Tillières, Hug va escapar de les forces normandes que el perseguien disfressant-se de pastor local. Al llarg del segle X la dinastia dels comtes del Maine, dels quals Hug III, el seu pare Hug II, i avi Hug I foren tots membres que van lluitar per controlar tant la ciutat de Le Mans com les Investidures, i en aquest esforç van estar tots constantment en guerra contra els bisbes de Le Mans, notablement contra Segenfrid i Avesgaud de Bellême. Entre el 995 i el 1015 Hug III va donar diverses propietats com quatre vinyes i tres molins a Le Mans als monjos de Mont Saint-Michel a Normandia. Quan es va dirigir a ell l'abat Hildebert el 1014 demanant-li més terres a la zona de Le Mans, Hug III generosament va donar-li la terra de Voivres i personalment va col·locar l'ofrena a l'altar de Mont Saint-Michel.

Mapa del comtat del Maine

## Descendència
Mentre el nom de la seva dona no se sap però és molt probable que fos una germana de Judit de Rennes, dona de Ricard II de Normandia, el seu fill va ser Herbert I del Maine, qui el va succeir.
| Precedit per: Hug II | Comte del Maine 991 - 1014 | Succeït per: Herbert I |